# Тамада
Тамада (на грузински: თამადა) в грузинската традиция на гощаване, наречена супра, е водещият на трапезата. Той осъществява тамадоба – управление на процеса на винопиене и определяне последователността на тостове. Традицията на тамадоба е разпространена из целия Кавказ, където гостите винаги се посрещат с богато наредена маса и централната роля на нея принадлежи на тамада. Предполага се, че традицията е много древна, като основание за това се приема намерената при археологическите разкопки във Вани, близо до Кутаиси, бронзова фигура на седнал мъж с рог в ръка (7 – 6 век пр.н.е).

## Избиране на тамада
Гостът в Грузия от векове се счита за пратеник на Господа и традицията на гостоприемството е въплътена в колоритната супра. Гостите се посрещат с богата софра и вино. Пие се много, но винаги след произнесен тост. Тамада е „диригентът“ на трапезата – той озвучава темите на тостовете, определя тяхната последователност, а с думата алаверди предава тоста на някой от присъстващите за продължаване. Тамада се грижи атмосферата на масата да е радушна, непринудена и уважителна към гостите и домакина.
Традиционно тамада е мъж. При неголеми семейни трапези това е домакинът или патриархът на семейството. При приятелските събирания, ако домакинът откаже, за тамада се избира един от присъстващите гости, при това изборът може да протече и чрез гласуване. При по-многобройни тържествени празнувания, като сватби, юбилейни чествания и др., организаторите предварително канят за тамада някой, който притежава нужните умения, познава се добре с домакините и повечето гости и е достоен и уважаван от всички човек. Ритуалът на каненето на тамада се различава в зависимост от региона. В Западна Грузия традицията повелява поканата да не се приема веднага, а след почтително увещаване. В Източна Грузия поканата се приема без такава процедура.

## Умения на тамада
Ролята на тамада е съществена за правилното протичане на пиршеството и той трябва да притежава определени умения и качества :
- На грузинската софра винаги се пее – тамада трябва да може да участва в общото полифонично пеене.
- Тостовете по време на трапезата често са продължителни и траят най-малко 5 минути – тамада трябва да е красноречив.
- Тостовете обикновено имат уводна част, чрез която се формулира темата на тоста – тамада трябва да знае много притчи, стихове, факти и събития от историята на страната.
- Тамада поддържа атмосферата на гощавката и настроението на гостите – той трябва да е остроумен, общителен, с чувство за хумор и винаги уважителен към присъстващите и домакина.
- По време на грузинската супра се пие много – тамада не бива да се напива.

Водещата роля на тамада се подчертава с уважителното отношение на гостите и домакина. Не се напуска масата без разрешение на тамада, независимо от причината, налагаща това. Тамада произнася тостове прав и през това време гостите слушат внимателно, не пият и не разговарят. Те могат да произнасят своите тостове по зададената от тамада тема, след като той седне. Когато гостите приключват с това, тамада вдига чашата с подходящото за случая възклицание.

## Тостове
Тостовете се произнасят в определен ред. Обикновено се започва с тоста за Бог, винаги има тостове за Родината, за родителите, децата, гостите, приятелите, жените, и др. Съчиняването на тостовете е цяло изкуство и тамада трябва да го притежава.
Примери за тостове
:
- В планините има хубав начин да запазиш възрастта си. Дните, които провеждаш с гостите, не се броят. Това е тост за вас, драги гости, днес вие сте удължили нашия живот!
- Знае се, че Господ е направил всички жени от едно тесто, но захар сложил не във всяка. Оттогава мъжете търсят своята сладка жена. Да пием за тези, които търсят и намират!
- На далечното планинско плато един овчар пасял стадо овце. Изведнъж от небето се спуска орел, хваща едно агне и излита с него. Овчарят стреля, орелът пада, агнето продължава да лети. Да пием за това, по орлите да не се стреля, а овцете да не летят!
- Защо грузинците пият от рог? И го предпочитат пред всяко кристално изящество? Защото каквото е налято в рог трябва да се изпие докрай – рог на маса не можеш да оставиш изправен, виното не можеш да оставиш за после. Дори да не е рог, дори да е обикновено канче, нека налятото да се изпие от всеки и всеки път за здраве! Този тост е за добрия обичай: това, което можеш да изпиеш днес, не оставяй за утре!